# Wladyslaw Ostrouschko
Wladyslaw Wolodymyrowytsch Ostrouschko (ukrainisch Владислав Володимирович Остроушко; * 5. März 1986, Oblast Tscherkassy) ist ein ukrainischer Handballspieler.
Der 2,02 Meter große und 100 Kilogramm schwere linke Rückraumspieler begann seine Profikarriere 2005 bei Aviator Kiew. 2007 wechselte er zu ZTR Saporischschja, wo er 2008, 2009 und 2010 Meister wurde. Nach drei Jahren schloss er sich dem Stadtrivalen HK Motor Saporischschja an, den er bereits im August wieder verließ und zu GK Newa St. Petersburg ging. Im Januar 2011 kehrte er jedoch zurück zu Motor. 2012 verpflichtete ihn der belarussische Verein HC Dinamo Minsk, mit dem er 2013 Meisterschaft und Pokal gewann. Ab 2013 lief er erneut für Motor auf, gewann die Meisterschaft und erreichte das Achtelfinale der EHF Champions League 2013/14. In der Saison 2014/15 spielte er beim ungarischen Verein Csurgói KK. Im Sommer 2015 schloss er sich dem rumänischen Verein HC Minaur Baia Mare an, den er im Januar 2016 bereits wieder Richtung Katar verließ. In der Saison 2016/17 gewann er mit Brest GK Meschkow die belarussische Meisterschaft. Bei den Kadetten Schaffhausen in der Schweiz, KS Azoty-Puławy in Polen und Selka Eskisehir Hentbol SK in der Türkei blieb er jeweils nur ein halbes Jahr. Für den nordmazedonischen Klub HC Eurofarm Rabotnik lief er bis 2020 auf, ehe er erneut nach Katar wechselte. Ab März 2021 spielte er für den spanischen Verein Unicaja Banco Sinfín. Ab Sommer 2021 stand er beim griechischen Verein Olympiakos SFP unter Vertrag. 2022 gewann er die griechische Meisterschaft. Im September 2023 wurde er vom polnischen Verein KS Azoty-Puławy unter Vertrag genommen.
Wladyslaw Ostrouschko spielt seit 2009 für die ukrainische Nationalmannschaft und stand im Aufgebot für die Europameisterschaften 2010 und 2020.